# Hook (Wiltshire)
Hook – wieś w Anglii, w hrabstwie Wiltshire. Leży 55 km na północ od miasta Salisbury i 122 km na zachód od Londynu.